# Pyxine glaucovirescens
Pyxine glaucovirescens är en lavart som först beskrevs av William Nylander och som fick sitt nu gällande namn av Aptroot 1988. 
Pyxine glaucovirescens ingår i släktet Pyxine och familjen Caliciaceae.   Inga underarter finns listade i Catalogue of Life.